# Neopromachus pleurospinosus
Neopromachus pleurospinosus är en insektsart som först beskrevs av Werner 1930.  Neopromachus pleurospinosus ingår i släktet Neopromachus och familjen Phasmatidae. Inga underarter finns listade i Catalogue of Life.